# Bengalen (Volk)
Bengalen (bengalisch বাঙালি, Bāngāli, [baŋgali]) sind eine in der historischen Region Bengalen lebende oder von dort stammende Bevölkerungsgruppe, deren Muttersprache Bengalisch ist. Das bengalische Selbstverständnis wird überlagert von der Staatszugehörigkeit zu Indien oder zu Bangladesch und von der Religion (in der Regel hinduistisch bzw. muslimisch), ist jedoch fest eingebettet in die indische Kulturtradition. Die bengalische Sprache bildet dabei ein Verständniskontinuum mit den benachbarten indoarischen Sprachen Nordindiens. Auch ethnisch entspricht die bengalische Bevölkerung der in Nordindien; lediglich eine dunklere Hautfarbe ist etwas häufiger und man trifft vereinzelt auf tibeto-burmesische Züge.
Außerhalb von Bengalen leben größere Gruppen auch in indischen Großstädten, vor allem in Neu-Delhi, sowie unter anderem in Pakistan, dem Vereinigten Königreich und den USA. Auch sind viele Arbeitskräfte in den arabischen Emiraten muslimische Bengalen.

## Geschichte

### Altertum
Die Zeugnisse der Zivilisation in der Mündungsebene des Ganges (Padma) reichen über 4000 Jahre zurück. Für die Zeit unmittelbar vor der indoarischen Expansion wird eine Bevölkerung angenommen, die dravidische und Munda-Sprachen verwendete. Der genaue Ursprung des Wortes Bangla oder Bengal ist unbekannt. Eine mögliche Deutung wäre die Ableitung von dem dravidischsprachigen Stamm Bang, der 1000 v. Chr. in diesem Gebiet lebte. Nach der Ankunft der Indoarier wurden die Königreiche der Anga, Vanga und Magadha in und um Bengal herum gegründet. Sie wurden 1000 v. Chr. erstmals in der Atharvaveda benannt. Seit dem 6. Jahrhundert v. Chr. expandierte Magadha und beanspruchte große Teile der Regionen des heutigen Bihar und Bengalens für sich. Magadha war eines der vier Hauptkönigreiche Indiens zur Zeit des historischen Buddhas. Des Weiteren war es eines der 16 Mahajanapadas. Unter dem Mauryatischen Reich, welches von Chandragupta Maurya gegründet wurde, breitete sich das magadhische Reich über nahezu ganz Südasien aus, Teile Persiens und Afghanistan mit einbeziehend. Die höchsten Ausmaße erlangte das Reich unter dem buddhistischen Kaiser Ashoka um 300 v. Chr. Der erste europäische Verweis auf Bengalen war die Erwähnung des Landes Gangaridai durch die Griechen um 100 v. Chr. Es wird spekuliert, dass das Wort Gangaridai von dem Wort Ganghard (Land mit dem Ganges im Herzen) mit einer Anspielung auf eine Region in Bengalen abgeleitet wurde. Später, während des 3. Jahrhunderts bis zum 6. Jahrhundert, diente das Königreich von Magadhda als Sitz des Gupta-Reiches.

### Mittelalter
Der erste namentlich erwähnte König von Bengalen war Shashanka, der das Land zum Anfang des 7. Jahrhunderts regierte. Nach einem Zeitalter der Anarchie, kam 750 Gopala an die Macht. Er gründete das bengalisch-buddhistische Pala-Reich, das die Region für nahezu 400 Jahre regierte und sich über breite Teile Südasiens, von Assam im Nordosten, bis Kabul im Westen, sowie bis Andhra Pradesh im Süden erstreckte. Nach dem Ende der Pala-Dynastie regierte die hinduistische Sena-Dynastie, die allerdings weitaus kürzer an der Macht blieb. Im 12. Jahrhundert wurde durch Sufi-Missionare der Islam in Bengalen eingeführt. Nachfolgende muslimische Eroberungen halfen den Islam in der Region zu verbreiten. Bakhtiar Khilji, ein afghanischer General der Sklaven-Dynastie aus dem Sultanat von Delhi, bezwang den bengalischen Herrscher Lakshman Sen der Sena-Dynastie und eroberte weite Teile Bengalens. Folglich wurde die Region durch eine einige hundert Jahre dauernde Dynastie von Sultanen und Feudalherren unter der Leitung des Delhi-Sultanats regiert. Im 16. Jahrhundert eroberte der Mogul-General Islam Khan Bengalen. Daraufhin verlieh der Hof des Mogulreichs dem Gebiet beschränkte Unabhängigkeit und Selbstverwaltung unter der Führung des Nawabs von Murshidabad, der jedoch die Oberherrschaft des Großmoguls in Delhi anzuerkennen hatte.

### Renaissance
Die bengalische Renaissance bezieht sich auf eine gesellschaftliche Reformbewegung im 19. Jahrhundert und frühen 20. Jahrhundert in der Region Bengalen im ungeteilten Indien während der Zeit britischer Herrschaft. Die Bengalische Renaissance begann mit Raja Ram Mohan Roy (1775–1833) und endete mit Rabindranath Tagore (1861–1941), wenngleich es viele getreue Anhänger gab, welche bestimmte Aspekte der einzigartigen Intellektuellen und kreativen Leistungen verkörperten, war Bengalen im 19. Jahrhundert eine einzigartige Mischung von religiösen und Sozialreformern, Gelehrten, literarischen Größen, Journalisten, patriotischen Rednern und Wissenschaftlern. Sie alle vermischten sich miteinander und bildeten ein Bild der Renaissance, welches den Wechsel vom Mittelalter in die Moderne darstellte.

### Indische Unabhängigkeitsbewegung
In der indischen Unabhängigkeitsbewegung spielten auch Bengalen eine entscheidende Rolle. Viele der anfänglichen Befürworter des Freiheitskampfes und der nachfolgenden Führer in der Bewegung waren Bengalen wie zum Beispiel Chittaranjan Das, Surendranath Banerjea, Netaji Subhash Chandra Bose, Prafulla Chaki, Khudiram Bose und Rashbehari Bose. Einige dieser Führer, wie Netaji Subhash Chandra Bose, waren nicht mit dem Vorgehen Mahatma Gandhis einverstanden, der den friedlichen gewaltlosen Widerstand als den besten Weg ansah, um die Unabhängigkeit Indiens zu erlangen. Sie engagierten sich im bewaffneten Widerstand gegen die Briten. Netaji war der Mitgründer und Führer der Indian National Army (kein Teil der Britisch-Indischen Armee), welche die britischen Truppen in einigen Teilen Indiens bekämpfte. Ebenso war er Staatschef eines Parallelregimes, den Arzi Hukumat-e-Azad Hind, welches als Unterstützer der Achsenmächte fungierte. 
Unter den Muslimen waren A. K. Fazlul Huq und Huseyn Shaheed Suhrawardy die prominentesten bengalischen Anführer der Britisch-Indischen Unabhängigkeitsbewegung.

## Staatsvolk Bangladeschs
Die Loslösung Bangladeschs 1971 von Pakistan in blutigen Unabhängigkeitskämpfen hatte keine bengalisch-nationalistischen Motive. Die Gründe waren neben sozialen vor allem politische, da die pakistanische Regierung Versuche bundesstaatliche Prinzipien durchzusetzen verhinderte. Dazu gehörte die Wahl eines bengalischen  Präsidenten für den Gesamtstaat Pakistan und die volle Anerkennung der bengalischen Sprache als gleichberechtigte Amtssprache. Die Kämpfe wurden von Indien unterstützt. 
Wenn heute Bengalen ihre Kultur hervorheben, wie z. B. den bengalischen Dichter Tagore, dann  weil sie es als wichtigen Teil und Wurzel der indischen Kultur verstehen.